# 祁玉民
祁玉民（1959年1月—），男，汉族，陕西咸阳人，中华人民共和国政治人物，大学学历，高级工程师。曾任大连市副市长，华晨汽车集团控股有限公司董事长等职务。

## 经历
1982年至1994年在大连重型机器厂工作，历任车间见习、计划员、计划科副科长、计划处副处长、计划处处长。1994年至1998年，历任大重集团公司总经理助理兼计划处处长、副总经理、总经理。1998年升任大连重工集团有限责任公司总经理、董事。2000年升任为大连重工集团有限责任公司董事长。2004年10月，任大连市人民政府副市长。2005年12月，任华晨汽车集团控股有限公司董事长、总裁、党组书记，2015年卸任华晨集团总裁职务，但仍担任华晨集团董事长、党委书记。

### 被查
2020年12月14日，华晨汽车集团控股有限公司原党委书记、董事长祁玉民涉嫌严重违纪违法，接受辽宁省纪委监委纪律审查和监察调查。2021年6月15日，祁玉民被开除党籍，并移送检察机关审查起诉。2022年5月，祁玉民作为辽宁省纪检监察机关开展营商环境监督行动的典型案例被公布出受贿共1.33亿。